# Hajrudin Hadžiselimović
Akademik Hajrudin Hadžiselimović (1914-1981) bio je osnivač  i dugogodišnji rukovoditelj Instituta za anatomiju Medicinskog fakulteta Univeriteta u Sarajevu, redovni član Akademije nauka i umjetnosti BiH  i  jedan od najuglednijih evropskih anatoma svoga vremena.

## Doprinos razvoju sarajevske škole anatomije
Hajro Hadžiselimović rodio se u Banjaluci. Osnovno obrazovanje stekao je u rodnom gradu, a strednjoškolsko u Banjaluci. 
Medicinski fakultet završio je u Beogradu, 1940. godine; kao odličan student na matičnom fakultetu zaposlio se na predmetu Anatomija. Odmah po osnivanju Medicinskog fakulteta u Sarajevu, izabran je za nastavnika u svojstvu docenta kod profesora Jakova Kiljmana. Funkciju šefa Instituta i Katedre za anatomiju Medicinskog fakulteta u Sarajevu obnašao je od 1949. godine.
Cjelokupan radni vijek profesor Hadžiselimović posvetio je organiziranju modernog anatomskog instituta i kvalitetnoj školovanju i usavršavanju studenata iz anatomije, na svim fakultetima biomedicinskih nauka. Institut za anatomiju bio je jedan od najbolje organiziranih i opremljenih instituta u bivšoj Jugoslaviji, uključujući: muzej, odjeljenje za primijenjenu anatomiju, rendgen anatomiju, funkcijsku i antropološku anatomiju, elektronsku mikroskopiju, gdje su studenti savladavali kvalitetna znanja iz oblasti anatomije, a imao je izuzetno bogat naučni opus. Publicirao je preko 100 naučnih i stručnih radova iz funkcionalne anatomije djeteta, anatomije karličnog zgloba djece u normalnim i patološkim uvjetima razvoja, anatomije moždanih struktura, labirinta unutrašnjeg uha čovjeka i životinja, uporedne anatomije mozga i krvnih sudova srca i dr. Neki od njegovih rezultata citirani su u svjetskim udžbenicima anatomije. Bio je društveno angažiran u brojnim institucijama, obavljao je funkciju prodekana Medicinskog fakulteta 1953./54., a dekana 1964./65. do 1966./67. godine.
Redovni član ANUBiH bio je od 1973, a počasni član Njujorške akademije nauka, Udruženja anatoma  SSSR-a, Austrijskog ljekarskog udruženja,kao i Udruženja američkih medicinskih autora. Uredio je prigodne almanahe o proslavi 25. i 30. obljetnice Medicinskog fakulteta. Godine 1972. osnovao je časopis Folia Anatomica Iugoslavica i bio je njegov glavni urednik. Dobitnik je brojnih društvenih priznanja, između ostalog, 27. julske nagrade za naučni rad. Umro je u Sarajevu 1981. godine.

## Zanimljivosti
Akademik Hajrudin Hadžiselimović − među studentima poznatiji kao Hajro − često je ponavljao: "Mozak treba šibati". Ne bojte se od skupljanja informacija. Mozak kao i svaki organ zakržlja i zahrđa od neupotrebe. Moždana hrđa se zove demencija.
Akademik Hažiselimović je selektirao i vodio cijelu jednu plejadu pripadnika (i njihovih učenika) sarajevske škole medicinske anatomije, kao što su šefovi Katedre/Instituta:
- Prof.dr. Ilduza Bubić – Huković (1981. – 1983.);
- Prof.dr. Mirko Čuš (1983. – 1986.);
- Prof.dr. Drenka Šečerov – Zečević (1986. – 1990.);
- Prof.dr. Faruk Dilberović (1990. – 2006.);
- Prof.dr. Amela Kulenović (2006. – 2018.);
- Prof.dr. Aida Hasanović od 2018. → [4]